# Dilluns tempestuós
Dilluns tempestuós (títol original: Stormy Monday) és una pel·lícula del 1988, debut del director Mike Figgis. Protagonitzada per Sean Bean, Tommy Lee Jones, Sting i Melanie Griffith, és un thriller negre. La banda sonora de jazz és també de Figgis. Rodada a  Newcastle-upon-Tyne, Anglaterra, la pel·lícula és una mica un homenatge a Get Carter. El títol de la pel·lícula és aquest després que el cantant i guitarrista del grup de blues T-Bone Walker signés la cançó "Call It Stormy Monday (But Tuesday Is Just As Bad)". Ha estat doblada al català.

## Argument
Un jove, Brendan (Sean Bean), busca feina en un club de jazz ('The Key Club') propietat de Finney (Sting). Es suggereix que Finney té connexions passades amb el delicte organitzat però està intentant deixar-ho enrere. Dos gàngsters arriben per fer a Finney una oferta que 'no pugui rebutjar' pel seu club però Brendan els sent i adverteix Finney. Alhora, Newcastle està preparant una visita d'un grup d'inversors americans que espera comprometre en un grandiós projecte de regeneració. Kate (Melanie Griffith), una cambrera, ha estat contractada per servir la delegació. Kate i Brendan es coneixen i s'enamoren. En el grup de visites està Cosmo (Tommy Lee Jones), un home de negocis corrupte que vol Kate com a prostituta per assegurar tractes empresarials. Cosmo pressiona Finney explicant com les posicions de club es posen al mig dels seus plans per la ciutat portant-lo a un conflicte eventual.

## Producció
La producció era inicialment un projecte de baix pressupost finançat per Canal 4 i British Screen. Quan la pel·lícula va atreure inversors estatunidencs es va suggerir que la pel·lícula canviés el repartiment amb actors americans. Tant Melanie Griffith com Tommy Lee Jones estaven en un punt baix de les seves carreres i van acordar la feina a menys cost.

## Rebuda
Dilluns tempestuós va rebre més aviat una rebuda positiva de crítiques. Té  un índex del 73% a Rotten Tomatoes.

## Sèrie de televisió
La pel·lícula va ser seguida per la sèrie d'ITV Finney el 1994, protagonitzada per David Morrissey com a Finney. Finney també va ser produïda per Nigel Stafford-Clark.